# نشر قطره
نشر قطره یک مؤسسه انتشاراتی چاپ و نشر کتاب در ایران است که از سال ۱۳۶۷ آغاز به فعالیت نموده‌است. عناوین کتاب‌های نشر شده توسط این انتشاراتی شامل حوزه‌های مختلفی از جمله ادبیات داستانی داخلی و خارجی، نمایش‌نامه، داستان کوتاه، کتب آموزشی و غیره می‌گردد. مشهورترین اثری که در قالب نمایشنامه توسط نشر قطره چاپ گردیده‌است، مجموعه ۴ جلدی روی صحنه آبی اثر اکبر رادی می‌باشد. نشر قطره در سال ۱۳۹۵، امکان دانلود کتاب‌های این انتشاراتی را از راه‌های مختلف در دسترس علاقه‌مندان قرار داد که شامل کتاب‌های جدید و پرفروش نیز می‌گردید.

## عدم حضور در نمایشگاه و حواشی آن
نشر قطره در سال ۱۳۹۷ و در اقدامی جالب توجه، با هدف حمایت از موجودیت کتابفروشی‌ها در محله‌ها، از حضور در نمایشگاه کتاب تهران و سایر نمایشگاه‌های استانی کتاب، انصراف داد. این موضوع برای دومین سال متوالی نیز تکرار گردید و مدیر این بنگاه نشر، از حضور پیدا نکردن انتشارات موصوف برای دومین سال پیاپی در نمایشگاه کتاب تهران خبر داد. بهرام فیاضی، مدیر نشر قطره، پیرو حواشی این اقدام افزود که علاقمند هستیم تا نمایشگاه بین‌المللی به‌صورت یک رویداد نمایشگاهی برگزار شود و نه به عنوان محلی برای فروش کتاب.